# サンブーサク
サンブーサク（アラビア語 Sambūsak）はアラブ人の料理。サンブーセク、サンブーシクとも発音する。ペルシャ湾岸地方ではサンブーサ。
挽き肉や白いチーズを詰めて焼くか、あるいは油で揚げた半月形の小型のパイのような食べ物である。詰め物を生地で包んでから縁を指でひねって飾りをつけることが多い。アーモンドを粉にして砂糖と混ぜ、オレンジフラワーウォーターかカルダモンで香りをつけたものや、シナモンやクローブで香りをつけたナツメヤシの実のペーストを詰めた甘いサンブーサクも存在する。
サンブーサクの起源はサーサーン朝ペルシアであるらしい。アッバース朝ではサンブーサジ (Sambūsaj) と呼ばれた。現存する最古の記録は、10世紀にアラブ人の博物学者・歴史家マスウーディーが著した『黄金の牧場と宝石の鉱山（ムルージュ・アッ＝ザハブ・ワ・マアーディン・アル＝ジャワーヒル Murūj al-Dhahab wa Ma'ādin al-Jawāhir）』の中にある、モースル出身でアッバース朝時代を代表する詩人イスハーク・イブン・イブラーヒーム・アル＝マウスィリー (Isḥāq Ibn Ibrāhīm al-Mawṣilī) がバグダードのカリフムスタクフィーの御前で詠んだサンブーサジの製法についての詩である。
アフガニスタンとイランのサンボーサ (Sambōsa)、中央アジアのサムサ (Samsa)、インドのサモーサー (Samosa) と関係がある。スペインとラテンアメリカのエンパナーダ（ポルトガル語ではエンパーダ、エンパディーニャ）の祖先とも考えられている。
サンブーサジは中世ペルシア語からの借用語で、「三角形」を意味する。元来は三角形をしていたのであろう。イランとアフガニスタンのサンボーサやインドのサモーサーは今でも三角形である。